# Hieracium lagophyton
Hieracium lagophyton es una especie de planta con flor del género Hieracium, de la familia Asteraceae, orden Asterales.

## Distribución
Hieracium lagophyton se distribuye por Noruega.

## Taxonomía
Fue descrita científicamente por (Notø) Omang.
Tratamiento taxonómico
La especie aparece registrada en una sección de la publicación Nyt Mag. Naturvidensk.